# Grand Prix moto du Brésil

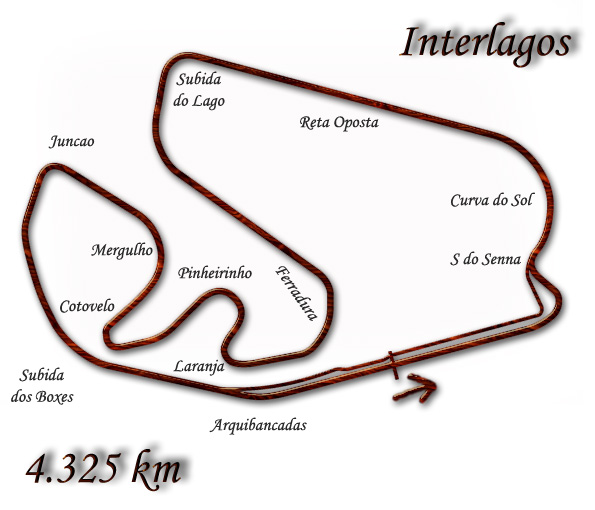
Croquis du parcours de l'Intergalos

Le Grand Prix moto du Brésil est une épreuve de compétition de vitesse moto ayant fait partie du championnat du monde de vitesse moto de 1987 à 1992.
Entre 1995 et 2004, la manche brésilienne du MotoGP a porté le nom de Grand Prix moto de Rio de Janeiro.
Le Grand Prix du Brésil devait revenir au MotoGP en 2014 avec une course dans l'Autódromo Internacional Nelson Piquet, à Brasilia, mais la course a ensuite été retirée du calendrier.

## Vainqueurs du Grand Prix moto du Brésil

### Vainqueurs multiples (pilotes)
| Nombre de victoires | Pilote           | Victoires | Victoires            |
| Nombre de victoires | Pilote           | Catégorie | Années des victoires |
| ------------------- | ---------------- | --------- | -------------------- |
| 2                   | Dominique Sarron | 250 cm3   | 1987, 1988           |
| 2                   | Luca Cadalora    | 250 cm3   | 1989, 1992           |

### Vainqueurs multiples (constructeurs)
| Nombre de victoires | Constructeur | Victoires | Victoires            |
| Nombre de victoires | Constructeur | Catégorie | Années des victoires |
| ------------------- | ------------ | --------- | -------------------- |
| 5                   | Honda        | 500 cm3   | 1987                 |
| 5                   | Honda        | 250 cm3   | 1987, 1988, 1992     |
| 5                   | Honda        | 125 cm3   | 1992                 |
| 3                   | Yamaha       | 500 cm3   | 1988, 1992           |
| 3                   | Yamaha       | 250 cm3   | 1989                 |

### Par année
| Saison | Circuit    | 125 cm3              | 250 cm3                  | 500 cm3                 | Résultats |
| ------ | ---------- | -------------------- | ------------------------ | ----------------------- | --------- |
| 1992   | Interlagos | Dirk Raudies (Honda) | Luca Cadalora (Honda)    | Wayne Rainey (Yamaha)   | Résultats |
| 1989   | Goiânia    |                      | Luca Cadalora (Yamaha)   | Kevin Schwantz (Suzuki) | Résultats |
| 1988   | Goiânia    |                      | Dominique Sarron (Honda) | Eddie Lawson (Yamaha)   | Résultats |
| 1987   | Goiânia    |                      | Dominique Sarron (Honda) | Wayne Gardner (Honda)   | Résultats |